# Janine Charbonnier
Pour les articles homonymes, voir Charbonnier.
Janine Charbonnier, née Janine Andrée Cacheux à Levallois-Perret le 8 juin 1926 et morte le 28 mai 2022 dans la même ville, est une pianiste et compositrice française, pionnière de la musique algorithmique.

## Biographie
Janine Charbonnier a étudié le piano au conservatoire de Paris.
Elle a épousé le critique d'art et producteur de radio Georges Charbonnier,.
Avec Pierre Barbaud et Roger Blanchard, elle a co-fondé le Groupe de Musique Algorithmique de Paris (GMAP). Avec l'aide de la Compagnie des Machines Bull dirigée par Jean Esmein, ils ont accès à titre gracieux à des calculateurs. Le premier concert de musique algorithmique français est réalisé dans le cadre d'un festival d'art au Musée Rodin à Paris le 23 juin 1959,,,. Plusieurs pièces algorithmiques y sont jouées, dont Souvenirs entomologiques qui est calculée par ordinateur, cosignée avec Pierre Barbaud et Roger Blanchard.

## Œuvre
- La Varsovienne, électronique, 1965 (avec Roger Blanchard)
- Varsovie, électronique, 1965 (avec Pierre Barbaud)
- Cirque, comédie musicale théâtrale basée sur un roman de Maurice Roche
- Exercice Op.3 pour quatuor à vent
- Prélude, Canon, Chorale pour quatuor à vent